# Пильве
Пильве — река на юго-западе Литвы, приток Шешупе. Протекает по территории Казлу-Рудского самоуправления, Вилкавишкского, Каунасского и Пренайского района. Длина реки — 57 км, площадь бассейна — 330 км². Средний расход воды — 1,95 м³/с.

## Течение
Пильве берёт начало в болотистой местности у села Гирининкай (Girininkų) и течёт в юго-западном направлении через лесные массивы. В нижнем течении реки находится пруд Пилве-Вабалкшне площадью 55 га. Впадает в Шешупе справа у местечка Пильвишкяй. Высота устья — 40 метров.

## Притоки
Слева река принимает притоки: Кунигупис, Диджюпис, Плаушине, Вабалкшне; справа — Бартупе, Рудупис (справа).

## Населённые пункты
На берегу Пильве расположены следующие населённые пункты: Юре (железнодорожная станция Юре 2), Клявине, Пильвишкяй и другие.

## Этимология
Называние происходит от лит. pilvė «илистое место».